# 今村俊三
今村 俊三（いまむら しゅんぞう、1928年1月25日 - 1990年12月24日）は日本の俳人。

## 経歴
大分県大分市生まれ。教職にあった父親の転勤にともない、中津市、若松市（現北九州市）、直方市などで幼少期・少年期を過ごし、終戦を福岡市で迎える。旧制福岡県立福岡中学校在学中に、右上葉浸潤、左肺上部空洞、左腎臓結核を併発、その後死去まで、結核と闘うことになる。
1946年、同中学校卒業。桂樟蹊子および石田波郷に師事。「霜林」「鶴」を経て、1979年、「桃滴舎」を創刊、主宰。1980年から1983年まで、西日本新聞のコラム「風車」を担当。句集10冊のほかに、「風車」のコラムをまとめた『桃滴コラム』、「桃滴舎」に連載したエッセイなどをまとめた『桃滴記』『桃滴日録』などの著書がある。代表句は、1960年に「鶴」の初巻頭を得た「樟絶えず風生む母の日なりけり」（句集『鳩の頸』所収）など。門下に、中村祐子、吉野裕之などがいる。
また、1957年11月、吉岡禅寺洞、一丸章、住田郁、山本霞水、杉山参緑、吉永幹司などとともに集まり、福岡文芸家協会を発足。
1990年、急性呼吸不全で死去。死去にともない、1991年1月、今村の追悼号をもって「桃滴舎」は第72号で終刊。同号には、生前交友のあった辻邦生が「桃滴舎と友情と」を寄せている。残された会員は1年間の喪に服した後、1992年、中村祐子らを中心に「桃子集」を創刊。

## 受賞歴
- 1960年 霜林賞
- 1963年および1968年 風切賞
- 1969年 鶴賞
- 1973年 第3回福岡市文学賞
- 1974年 福岡俳人協会賞

## 著書

### 句集
- 『鳩の頸』 竹頭社、1961年
- 『家』 福岡鶴俳句会、1972年
- 『蟹曼荼羅』 福岡鶴俳句会、1972年
- 『冬の樫』 福岡鶴俳句会、1973年
- 『立歩』 桃滴舎、1975年
- 『至順』 桃滴舎、1975年
- 『翼』 桃滴舎、1975年
- 『樫のほとりに』 桃滴舎、1979年
- 『摘花集』 桃滴舎、1988年
- 『深養集』 桃滴舎、1991年

### エッセイ集
- 『桃滴コラム』 桃滴舎、1983年
- 『桃滴記』 桃滴舎、1988年
- 『桃滴日録』 桃滴舎、1992年